# كاريكا (لاعب كرة قدم مواليد 1995)
كاريكا (بالبرتغالية: Careca‏) هو لاعب كرة قدم برازيلي في مركز الوسط، ولد في 1995 في ريو برانكو في البرازيل. لعب مع Perak F.C. ‏.

## وصلات خارجية
- كاريكا (لاعب كرة قدم مواليد 1995) على موقع قاعدة بيانات كرة القدم.إي يو (الإنجليزية)
- كاريكا (لاعب كرة قدم مواليد 1995) على موقع Soccerway.com (الإنجليزية)